# Holomycota
Holomycota ili Nucletmycea su bazalna Opisthokont klada, koja je sestrinska klada Holozoa. Ona se sastoji se od Cristidiscoidea i carstva Fungi. Položaj Nucleariida, jednoćelijskih slobodnoživućih fagotrofnih ameba, kao najranije loze Holomycota sugeriše da su životinje i gljive nezavisno stekle složenu višećelijsku celinu od zajedničkog jednoćelijskog pretka i da je osmotrofni način života (jedno od obeležja gljiva) nastao kasnije u divergenciji ove eukariotske loze. Opisthosporidia je nedavno predložena taksonomska grupa koja uključuje Aphelida, Microsporidia i Cryptomycota, tri grupe endoparazita.